# Parany de Würzburger
|   | a | b | c | d | e | f | g | h |   |
| 8 | a8 negres torre · b8 negres cavall · c8 negres alfil · e8 negres rei · f8 negres alfil · h8 negres torre · a7 negres peó · b7 negres peó · c7 negres peó · f7 negres peó · g7 negres peó · h7 negres peó · d5 negres peó · e5 blanques peó · e4 negres cavall · h4 negres dama · c3 blanques cavall · d3 blanques peó · a2 blanques peó · b2 blanques peó · c2 blanques peó · g2 blanques peó · h2 blanques peó · a1 blanques torre · c1 blanques alfil · d1 blanques dama · e1 blanques rei · f1 blanques alfil · g1 blanques cavall · h1 blanques torre | a8 negres torre · b8 negres cavall · c8 negres alfil · e8 negres rei · f8 negres alfil · h8 negres torre · a7 negres peó · b7 negres peó · c7 negres peó · f7 negres peó · g7 negres peó · h7 negres peó · d5 negres peó · e5 blanques peó · e4 negres cavall · h4 negres dama · c3 blanques cavall · d3 blanques peó · a2 blanques peó · b2 blanques peó · c2 blanques peó · g2 blanques peó · h2 blanques peó · a1 blanques torre · c1 blanques alfil · d1 blanques dama · e1 blanques rei · f1 blanques alfil · g1 blanques cavall · h1 blanques torre | a8 negres torre · b8 negres cavall · c8 negres alfil · e8 negres rei · f8 negres alfil · h8 negres torre · a7 negres peó · b7 negres peó · c7 negres peó · f7 negres peó · g7 negres peó · h7 negres peó · d5 negres peó · e5 blanques peó · e4 negres cavall · h4 negres dama · c3 blanques cavall · d3 blanques peó · a2 blanques peó · b2 blanques peó · c2 blanques peó · g2 blanques peó · h2 blanques peó · a1 blanques torre · c1 blanques alfil · d1 blanques dama · e1 blanques rei · f1 blanques alfil · g1 blanques cavall · h1 blanques torre | a8 negres torre · b8 negres cavall · c8 negres alfil · e8 negres rei · f8 negres alfil · h8 negres torre · a7 negres peó · b7 negres peó · c7 negres peó · f7 negres peó · g7 negres peó · h7 negres peó · d5 negres peó · e5 blanques peó · e4 negres cavall · h4 negres dama · c3 blanques cavall · d3 blanques peó · a2 blanques peó · b2 blanques peó · c2 blanques peó · g2 blanques peó · h2 blanques peó · a1 blanques torre · c1 blanques alfil · d1 blanques dama · e1 blanques rei · f1 blanques alfil · g1 blanques cavall · h1 blanques torre | a8 negres torre · b8 negres cavall · c8 negres alfil · e8 negres rei · f8 negres alfil · h8 negres torre · a7 negres peó · b7 negres peó · c7 negres peó · f7 negres peó · g7 negres peó · h7 negres peó · d5 negres peó · e5 blanques peó · e4 negres cavall · h4 negres dama · c3 blanques cavall · d3 blanques peó · a2 blanques peó · b2 blanques peó · c2 blanques peó · g2 blanques peó · h2 blanques peó · a1 blanques torre · c1 blanques alfil · d1 blanques dama · e1 blanques rei · f1 blanques alfil · g1 blanques cavall · h1 blanques torre | a8 negres torre · b8 negres cavall · c8 negres alfil · e8 negres rei · f8 negres alfil · h8 negres torre · a7 negres peó · b7 negres peó · c7 negres peó · f7 negres peó · g7 negres peó · h7 negres peó · d5 negres peó · e5 blanques peó · e4 negres cavall · h4 negres dama · c3 blanques cavall · d3 blanques peó · a2 blanques peó · b2 blanques peó · c2 blanques peó · g2 blanques peó · h2 blanques peó · a1 blanques torre · c1 blanques alfil · d1 blanques dama · e1 blanques rei · f1 blanques alfil · g1 blanques cavall · h1 blanques torre | a8 negres torre · b8 negres cavall · c8 negres alfil · e8 negres rei · f8 negres alfil · h8 negres torre · a7 negres peó · b7 negres peó · c7 negres peó · f7 negres peó · g7 negres peó · h7 negres peó · d5 negres peó · e5 blanques peó · e4 negres cavall · h4 negres dama · c3 blanques cavall · d3 blanques peó · a2 blanques peó · b2 blanques peó · c2 blanques peó · g2 blanques peó · h2 blanques peó · a1 blanques torre · c1 blanques alfil · d1 blanques dama · e1 blanques rei · f1 blanques alfil · g1 blanques cavall · h1 blanques torre | a8 negres torre · b8 negres cavall · c8 negres alfil · e8 negres rei · f8 negres alfil · h8 negres torre · a7 negres peó · b7 negres peó · c7 negres peó · f7 negres peó · g7 negres peó · h7 negres peó · d5 negres peó · e5 blanques peó · e4 negres cavall · h4 negres dama · c3 blanques cavall · d3 blanques peó · a2 blanques peó · b2 blanques peó · c2 blanques peó · g2 blanques peó · h2 blanques peó · a1 blanques torre · c1 blanques alfil · d1 blanques dama · e1 blanques rei · f1 blanques alfil · g1 blanques cavall · h1 blanques torre | 8 |
| 7 | a8 negres torre · b8 negres cavall · c8 negres alfil · e8 negres rei · f8 negres alfil · h8 negres torre · a7 negres peó · b7 negres peó · c7 negres peó · f7 negres peó · g7 negres peó · h7 negres peó · d5 negres peó · e5 blanques peó · e4 negres cavall · h4 negres dama · c3 blanques cavall · d3 blanques peó · a2 blanques peó · b2 blanques peó · c2 blanques peó · g2 blanques peó · h2 blanques peó · a1 blanques torre · c1 blanques alfil · d1 blanques dama · e1 blanques rei · f1 blanques alfil · g1 blanques cavall · h1 blanques torre | a8 negres torre · b8 negres cavall · c8 negres alfil · e8 negres rei · f8 negres alfil · h8 negres torre · a7 negres peó · b7 negres peó · c7 negres peó · f7 negres peó · g7 negres peó · h7 negres peó · d5 negres peó · e5 blanques peó · e4 negres cavall · h4 negres dama · c3 blanques cavall · d3 blanques peó · a2 blanques peó · b2 blanques peó · c2 blanques peó · g2 blanques peó · h2 blanques peó · a1 blanques torre · c1 blanques alfil · d1 blanques dama · e1 blanques rei · f1 blanques alfil · g1 blanques cavall · h1 blanques torre | a8 negres torre · b8 negres cavall · c8 negres alfil · e8 negres rei · f8 negres alfil · h8 negres torre · a7 negres peó · b7 negres peó · c7 negres peó · f7 negres peó · g7 negres peó · h7 negres peó · d5 negres peó · e5 blanques peó · e4 negres cavall · h4 negres dama · c3 blanques cavall · d3 blanques peó · a2 blanques peó · b2 blanques peó · c2 blanques peó · g2 blanques peó · h2 blanques peó · a1 blanques torre · c1 blanques alfil · d1 blanques dama · e1 blanques rei · f1 blanques alfil · g1 blanques cavall · h1 blanques torre | a8 negres torre · b8 negres cavall · c8 negres alfil · e8 negres rei · f8 negres alfil · h8 negres torre · a7 negres peó · b7 negres peó · c7 negres peó · f7 negres peó · g7 negres peó · h7 negres peó · d5 negres peó · e5 blanques peó · e4 negres cavall · h4 negres dama · c3 blanques cavall · d3 blanques peó · a2 blanques peó · b2 blanques peó · c2 blanques peó · g2 blanques peó · h2 blanques peó · a1 blanques torre · c1 blanques alfil · d1 blanques dama · e1 blanques rei · f1 blanques alfil · g1 blanques cavall · h1 blanques torre | a8 negres torre · b8 negres cavall · c8 negres alfil · e8 negres rei · f8 negres alfil · h8 negres torre · a7 negres peó · b7 negres peó · c7 negres peó · f7 negres peó · g7 negres peó · h7 negres peó · d5 negres peó · e5 blanques peó · e4 negres cavall · h4 negres dama · c3 blanques cavall · d3 blanques peó · a2 blanques peó · b2 blanques peó · c2 blanques peó · g2 blanques peó · h2 blanques peó · a1 blanques torre · c1 blanques alfil · d1 blanques dama · e1 blanques rei · f1 blanques alfil · g1 blanques cavall · h1 blanques torre | a8 negres torre · b8 negres cavall · c8 negres alfil · e8 negres rei · f8 negres alfil · h8 negres torre · a7 negres peó · b7 negres peó · c7 negres peó · f7 negres peó · g7 negres peó · h7 negres peó · d5 negres peó · e5 blanques peó · e4 negres cavall · h4 negres dama · c3 blanques cavall · d3 blanques peó · a2 blanques peó · b2 blanques peó · c2 blanques peó · g2 blanques peó · h2 blanques peó · a1 blanques torre · c1 blanques alfil · d1 blanques dama · e1 blanques rei · f1 blanques alfil · g1 blanques cavall · h1 blanques torre | a8 negres torre · b8 negres cavall · c8 negres alfil · e8 negres rei · f8 negres alfil · h8 negres torre · a7 negres peó · b7 negres peó · c7 negres peó · f7 negres peó · g7 negres peó · h7 negres peó · d5 negres peó · e5 blanques peó · e4 negres cavall · h4 negres dama · c3 blanques cavall · d3 blanques peó · a2 blanques peó · b2 blanques peó · c2 blanques peó · g2 blanques peó · h2 blanques peó · a1 blanques torre · c1 blanques alfil · d1 blanques dama · e1 blanques rei · f1 blanques alfil · g1 blanques cavall · h1 blanques torre | a8 negres torre · b8 negres cavall · c8 negres alfil · e8 negres rei · f8 negres alfil · h8 negres torre · a7 negres peó · b7 negres peó · c7 negres peó · f7 negres peó · g7 negres peó · h7 negres peó · d5 negres peó · e5 blanques peó · e4 negres cavall · h4 negres dama · c3 blanques cavall · d3 blanques peó · a2 blanques peó · b2 blanques peó · c2 blanques peó · g2 blanques peó · h2 blanques peó · a1 blanques torre · c1 blanques alfil · d1 blanques dama · e1 blanques rei · f1 blanques alfil · g1 blanques cavall · h1 blanques torre | 7 |
| 6 | a8 negres torre · b8 negres cavall · c8 negres alfil · e8 negres rei · f8 negres alfil · h8 negres torre · a7 negres peó · b7 negres peó · c7 negres peó · f7 negres peó · g7 negres peó · h7 negres peó · d5 negres peó · e5 blanques peó · e4 negres cavall · h4 negres dama · c3 blanques cavall · d3 blanques peó · a2 blanques peó · b2 blanques peó · c2 blanques peó · g2 blanques peó · h2 blanques peó · a1 blanques torre · c1 blanques alfil · d1 blanques dama · e1 blanques rei · f1 blanques alfil · g1 blanques cavall · h1 blanques torre | a8 negres torre · b8 negres cavall · c8 negres alfil · e8 negres rei · f8 negres alfil · h8 negres torre · a7 negres peó · b7 negres peó · c7 negres peó · f7 negres peó · g7 negres peó · h7 negres peó · d5 negres peó · e5 blanques peó · e4 negres cavall · h4 negres dama · c3 blanques cavall · d3 blanques peó · a2 blanques peó · b2 blanques peó · c2 blanques peó · g2 blanques peó · h2 blanques peó · a1 blanques torre · c1 blanques alfil · d1 blanques dama · e1 blanques rei · f1 blanques alfil · g1 blanques cavall · h1 blanques torre | a8 negres torre · b8 negres cavall · c8 negres alfil · e8 negres rei · f8 negres alfil · h8 negres torre · a7 negres peó · b7 negres peó · c7 negres peó · f7 negres peó · g7 negres peó · h7 negres peó · d5 negres peó · e5 blanques peó · e4 negres cavall · h4 negres dama · c3 blanques cavall · d3 blanques peó · a2 blanques peó · b2 blanques peó · c2 blanques peó · g2 blanques peó · h2 blanques peó · a1 blanques torre · c1 blanques alfil · d1 blanques dama · e1 blanques rei · f1 blanques alfil · g1 blanques cavall · h1 blanques torre | a8 negres torre · b8 negres cavall · c8 negres alfil · e8 negres rei · f8 negres alfil · h8 negres torre · a7 negres peó · b7 negres peó · c7 negres peó · f7 negres peó · g7 negres peó · h7 negres peó · d5 negres peó · e5 blanques peó · e4 negres cavall · h4 negres dama · c3 blanques cavall · d3 blanques peó · a2 blanques peó · b2 blanques peó · c2 blanques peó · g2 blanques peó · h2 blanques peó · a1 blanques torre · c1 blanques alfil · d1 blanques dama · e1 blanques rei · f1 blanques alfil · g1 blanques cavall · h1 blanques torre | a8 negres torre · b8 negres cavall · c8 negres alfil · e8 negres rei · f8 negres alfil · h8 negres torre · a7 negres peó · b7 negres peó · c7 negres peó · f7 negres peó · g7 negres peó · h7 negres peó · d5 negres peó · e5 blanques peó · e4 negres cavall · h4 negres dama · c3 blanques cavall · d3 blanques peó · a2 blanques peó · b2 blanques peó · c2 blanques peó · g2 blanques peó · h2 blanques peó · a1 blanques torre · c1 blanques alfil · d1 blanques dama · e1 blanques rei · f1 blanques alfil · g1 blanques cavall · h1 blanques torre | a8 negres torre · b8 negres cavall · c8 negres alfil · e8 negres rei · f8 negres alfil · h8 negres torre · a7 negres peó · b7 negres peó · c7 negres peó · f7 negres peó · g7 negres peó · h7 negres peó · d5 negres peó · e5 blanques peó · e4 negres cavall · h4 negres dama · c3 blanques cavall · d3 blanques peó · a2 blanques peó · b2 blanques peó · c2 blanques peó · g2 blanques peó · h2 blanques peó · a1 blanques torre · c1 blanques alfil · d1 blanques dama · e1 blanques rei · f1 blanques alfil · g1 blanques cavall · h1 blanques torre | a8 negres torre · b8 negres cavall · c8 negres alfil · e8 negres rei · f8 negres alfil · h8 negres torre · a7 negres peó · b7 negres peó · c7 negres peó · f7 negres peó · g7 negres peó · h7 negres peó · d5 negres peó · e5 blanques peó · e4 negres cavall · h4 negres dama · c3 blanques cavall · d3 blanques peó · a2 blanques peó · b2 blanques peó · c2 blanques peó · g2 blanques peó · h2 blanques peó · a1 blanques torre · c1 blanques alfil · d1 blanques dama · e1 blanques rei · f1 blanques alfil · g1 blanques cavall · h1 blanques torre | a8 negres torre · b8 negres cavall · c8 negres alfil · e8 negres rei · f8 negres alfil · h8 negres torre · a7 negres peó · b7 negres peó · c7 negres peó · f7 negres peó · g7 negres peó · h7 negres peó · d5 negres peó · e5 blanques peó · e4 negres cavall · h4 negres dama · c3 blanques cavall · d3 blanques peó · a2 blanques peó · b2 blanques peó · c2 blanques peó · g2 blanques peó · h2 blanques peó · a1 blanques torre · c1 blanques alfil · d1 blanques dama · e1 blanques rei · f1 blanques alfil · g1 blanques cavall · h1 blanques torre | 6 |
| 5 | a8 negres torre · b8 negres cavall · c8 negres alfil · e8 negres rei · f8 negres alfil · h8 negres torre · a7 negres peó · b7 negres peó · c7 negres peó · f7 negres peó · g7 negres peó · h7 negres peó · d5 negres peó · e5 blanques peó · e4 negres cavall · h4 negres dama · c3 blanques cavall · d3 blanques peó · a2 blanques peó · b2 blanques peó · c2 blanques peó · g2 blanques peó · h2 blanques peó · a1 blanques torre · c1 blanques alfil · d1 blanques dama · e1 blanques rei · f1 blanques alfil · g1 blanques cavall · h1 blanques torre | a8 negres torre · b8 negres cavall · c8 negres alfil · e8 negres rei · f8 negres alfil · h8 negres torre · a7 negres peó · b7 negres peó · c7 negres peó · f7 negres peó · g7 negres peó · h7 negres peó · d5 negres peó · e5 blanques peó · e4 negres cavall · h4 negres dama · c3 blanques cavall · d3 blanques peó · a2 blanques peó · b2 blanques peó · c2 blanques peó · g2 blanques peó · h2 blanques peó · a1 blanques torre · c1 blanques alfil · d1 blanques dama · e1 blanques rei · f1 blanques alfil · g1 blanques cavall · h1 blanques torre | a8 negres torre · b8 negres cavall · c8 negres alfil · e8 negres rei · f8 negres alfil · h8 negres torre · a7 negres peó · b7 negres peó · c7 negres peó · f7 negres peó · g7 negres peó · h7 negres peó · d5 negres peó · e5 blanques peó · e4 negres cavall · h4 negres dama · c3 blanques cavall · d3 blanques peó · a2 blanques peó · b2 blanques peó · c2 blanques peó · g2 blanques peó · h2 blanques peó · a1 blanques torre · c1 blanques alfil · d1 blanques dama · e1 blanques rei · f1 blanques alfil · g1 blanques cavall · h1 blanques torre | a8 negres torre · b8 negres cavall · c8 negres alfil · e8 negres rei · f8 negres alfil · h8 negres torre · a7 negres peó · b7 negres peó · c7 negres peó · f7 negres peó · g7 negres peó · h7 negres peó · d5 negres peó · e5 blanques peó · e4 negres cavall · h4 negres dama · c3 blanques cavall · d3 blanques peó · a2 blanques peó · b2 blanques peó · c2 blanques peó · g2 blanques peó · h2 blanques peó · a1 blanques torre · c1 blanques alfil · d1 blanques dama · e1 blanques rei · f1 blanques alfil · g1 blanques cavall · h1 blanques torre | a8 negres torre · b8 negres cavall · c8 negres alfil · e8 negres rei · f8 negres alfil · h8 negres torre · a7 negres peó · b7 negres peó · c7 negres peó · f7 negres peó · g7 negres peó · h7 negres peó · d5 negres peó · e5 blanques peó · e4 negres cavall · h4 negres dama · c3 blanques cavall · d3 blanques peó · a2 blanques peó · b2 blanques peó · c2 blanques peó · g2 blanques peó · h2 blanques peó · a1 blanques torre · c1 blanques alfil · d1 blanques dama · e1 blanques rei · f1 blanques alfil · g1 blanques cavall · h1 blanques torre | a8 negres torre · b8 negres cavall · c8 negres alfil · e8 negres rei · f8 negres alfil · h8 negres torre · a7 negres peó · b7 negres peó · c7 negres peó · f7 negres peó · g7 negres peó · h7 negres peó · d5 negres peó · e5 blanques peó · e4 negres cavall · h4 negres dama · c3 blanques cavall · d3 blanques peó · a2 blanques peó · b2 blanques peó · c2 blanques peó · g2 blanques peó · h2 blanques peó · a1 blanques torre · c1 blanques alfil · d1 blanques dama · e1 blanques rei · f1 blanques alfil · g1 blanques cavall · h1 blanques torre | a8 negres torre · b8 negres cavall · c8 negres alfil · e8 negres rei · f8 negres alfil · h8 negres torre · a7 negres peó · b7 negres peó · c7 negres peó · f7 negres peó · g7 negres peó · h7 negres peó · d5 negres peó · e5 blanques peó · e4 negres cavall · h4 negres dama · c3 blanques cavall · d3 blanques peó · a2 blanques peó · b2 blanques peó · c2 blanques peó · g2 blanques peó · h2 blanques peó · a1 blanques torre · c1 blanques alfil · d1 blanques dama · e1 blanques rei · f1 blanques alfil · g1 blanques cavall · h1 blanques torre | a8 negres torre · b8 negres cavall · c8 negres alfil · e8 negres rei · f8 negres alfil · h8 negres torre · a7 negres peó · b7 negres peó · c7 negres peó · f7 negres peó · g7 negres peó · h7 negres peó · d5 negres peó · e5 blanques peó · e4 negres cavall · h4 negres dama · c3 blanques cavall · d3 blanques peó · a2 blanques peó · b2 blanques peó · c2 blanques peó · g2 blanques peó · h2 blanques peó · a1 blanques torre · c1 blanques alfil · d1 blanques dama · e1 blanques rei · f1 blanques alfil · g1 blanques cavall · h1 blanques torre | 5 |
| 4 | a8 negres torre · b8 negres cavall · c8 negres alfil · e8 negres rei · f8 negres alfil · h8 negres torre · a7 negres peó · b7 negres peó · c7 negres peó · f7 negres peó · g7 negres peó · h7 negres peó · d5 negres peó · e5 blanques peó · e4 negres cavall · h4 negres dama · c3 blanques cavall · d3 blanques peó · a2 blanques peó · b2 blanques peó · c2 blanques peó · g2 blanques peó · h2 blanques peó · a1 blanques torre · c1 blanques alfil · d1 blanques dama · e1 blanques rei · f1 blanques alfil · g1 blanques cavall · h1 blanques torre | a8 negres torre · b8 negres cavall · c8 negres alfil · e8 negres rei · f8 negres alfil · h8 negres torre · a7 negres peó · b7 negres peó · c7 negres peó · f7 negres peó · g7 negres peó · h7 negres peó · d5 negres peó · e5 blanques peó · e4 negres cavall · h4 negres dama · c3 blanques cavall · d3 blanques peó · a2 blanques peó · b2 blanques peó · c2 blanques peó · g2 blanques peó · h2 blanques peó · a1 blanques torre · c1 blanques alfil · d1 blanques dama · e1 blanques rei · f1 blanques alfil · g1 blanques cavall · h1 blanques torre | a8 negres torre · b8 negres cavall · c8 negres alfil · e8 negres rei · f8 negres alfil · h8 negres torre · a7 negres peó · b7 negres peó · c7 negres peó · f7 negres peó · g7 negres peó · h7 negres peó · d5 negres peó · e5 blanques peó · e4 negres cavall · h4 negres dama · c3 blanques cavall · d3 blanques peó · a2 blanques peó · b2 blanques peó · c2 blanques peó · g2 blanques peó · h2 blanques peó · a1 blanques torre · c1 blanques alfil · d1 blanques dama · e1 blanques rei · f1 blanques alfil · g1 blanques cavall · h1 blanques torre | a8 negres torre · b8 negres cavall · c8 negres alfil · e8 negres rei · f8 negres alfil · h8 negres torre · a7 negres peó · b7 negres peó · c7 negres peó · f7 negres peó · g7 negres peó · h7 negres peó · d5 negres peó · e5 blanques peó · e4 negres cavall · h4 negres dama · c3 blanques cavall · d3 blanques peó · a2 blanques peó · b2 blanques peó · c2 blanques peó · g2 blanques peó · h2 blanques peó · a1 blanques torre · c1 blanques alfil · d1 blanques dama · e1 blanques rei · f1 blanques alfil · g1 blanques cavall · h1 blanques torre | a8 negres torre · b8 negres cavall · c8 negres alfil · e8 negres rei · f8 negres alfil · h8 negres torre · a7 negres peó · b7 negres peó · c7 negres peó · f7 negres peó · g7 negres peó · h7 negres peó · d5 negres peó · e5 blanques peó · e4 negres cavall · h4 negres dama · c3 blanques cavall · d3 blanques peó · a2 blanques peó · b2 blanques peó · c2 blanques peó · g2 blanques peó · h2 blanques peó · a1 blanques torre · c1 blanques alfil · d1 blanques dama · e1 blanques rei · f1 blanques alfil · g1 blanques cavall · h1 blanques torre | a8 negres torre · b8 negres cavall · c8 negres alfil · e8 negres rei · f8 negres alfil · h8 negres torre · a7 negres peó · b7 negres peó · c7 negres peó · f7 negres peó · g7 negres peó · h7 negres peó · d5 negres peó · e5 blanques peó · e4 negres cavall · h4 negres dama · c3 blanques cavall · d3 blanques peó · a2 blanques peó · b2 blanques peó · c2 blanques peó · g2 blanques peó · h2 blanques peó · a1 blanques torre · c1 blanques alfil · d1 blanques dama · e1 blanques rei · f1 blanques alfil · g1 blanques cavall · h1 blanques torre | a8 negres torre · b8 negres cavall · c8 negres alfil · e8 negres rei · f8 negres alfil · h8 negres torre · a7 negres peó · b7 negres peó · c7 negres peó · f7 negres peó · g7 negres peó · h7 negres peó · d5 negres peó · e5 blanques peó · e4 negres cavall · h4 negres dama · c3 blanques cavall · d3 blanques peó · a2 blanques peó · b2 blanques peó · c2 blanques peó · g2 blanques peó · h2 blanques peó · a1 blanques torre · c1 blanques alfil · d1 blanques dama · e1 blanques rei · f1 blanques alfil · g1 blanques cavall · h1 blanques torre | a8 negres torre · b8 negres cavall · c8 negres alfil · e8 negres rei · f8 negres alfil · h8 negres torre · a7 negres peó · b7 negres peó · c7 negres peó · f7 negres peó · g7 negres peó · h7 negres peó · d5 negres peó · e5 blanques peó · e4 negres cavall · h4 negres dama · c3 blanques cavall · d3 blanques peó · a2 blanques peó · b2 blanques peó · c2 blanques peó · g2 blanques peó · h2 blanques peó · a1 blanques torre · c1 blanques alfil · d1 blanques dama · e1 blanques rei · f1 blanques alfil · g1 blanques cavall · h1 blanques torre | 4 |
| 3 | a8 negres torre · b8 negres cavall · c8 negres alfil · e8 negres rei · f8 negres alfil · h8 negres torre · a7 negres peó · b7 negres peó · c7 negres peó · f7 negres peó · g7 negres peó · h7 negres peó · d5 negres peó · e5 blanques peó · e4 negres cavall · h4 negres dama · c3 blanques cavall · d3 blanques peó · a2 blanques peó · b2 blanques peó · c2 blanques peó · g2 blanques peó · h2 blanques peó · a1 blanques torre · c1 blanques alfil · d1 blanques dama · e1 blanques rei · f1 blanques alfil · g1 blanques cavall · h1 blanques torre | a8 negres torre · b8 negres cavall · c8 negres alfil · e8 negres rei · f8 negres alfil · h8 negres torre · a7 negres peó · b7 negres peó · c7 negres peó · f7 negres peó · g7 negres peó · h7 negres peó · d5 negres peó · e5 blanques peó · e4 negres cavall · h4 negres dama · c3 blanques cavall · d3 blanques peó · a2 blanques peó · b2 blanques peó · c2 blanques peó · g2 blanques peó · h2 blanques peó · a1 blanques torre · c1 blanques alfil · d1 blanques dama · e1 blanques rei · f1 blanques alfil · g1 blanques cavall · h1 blanques torre | a8 negres torre · b8 negres cavall · c8 negres alfil · e8 negres rei · f8 negres alfil · h8 negres torre · a7 negres peó · b7 negres peó · c7 negres peó · f7 negres peó · g7 negres peó · h7 negres peó · d5 negres peó · e5 blanques peó · e4 negres cavall · h4 negres dama · c3 blanques cavall · d3 blanques peó · a2 blanques peó · b2 blanques peó · c2 blanques peó · g2 blanques peó · h2 blanques peó · a1 blanques torre · c1 blanques alfil · d1 blanques dama · e1 blanques rei · f1 blanques alfil · g1 blanques cavall · h1 blanques torre | a8 negres torre · b8 negres cavall · c8 negres alfil · e8 negres rei · f8 negres alfil · h8 negres torre · a7 negres peó · b7 negres peó · c7 negres peó · f7 negres peó · g7 negres peó · h7 negres peó · d5 negres peó · e5 blanques peó · e4 negres cavall · h4 negres dama · c3 blanques cavall · d3 blanques peó · a2 blanques peó · b2 blanques peó · c2 blanques peó · g2 blanques peó · h2 blanques peó · a1 blanques torre · c1 blanques alfil · d1 blanques dama · e1 blanques rei · f1 blanques alfil · g1 blanques cavall · h1 blanques torre | a8 negres torre · b8 negres cavall · c8 negres alfil · e8 negres rei · f8 negres alfil · h8 negres torre · a7 negres peó · b7 negres peó · c7 negres peó · f7 negres peó · g7 negres peó · h7 negres peó · d5 negres peó · e5 blanques peó · e4 negres cavall · h4 negres dama · c3 blanques cavall · d3 blanques peó · a2 blanques peó · b2 blanques peó · c2 blanques peó · g2 blanques peó · h2 blanques peó · a1 blanques torre · c1 blanques alfil · d1 blanques dama · e1 blanques rei · f1 blanques alfil · g1 blanques cavall · h1 blanques torre | a8 negres torre · b8 negres cavall · c8 negres alfil · e8 negres rei · f8 negres alfil · h8 negres torre · a7 negres peó · b7 negres peó · c7 negres peó · f7 negres peó · g7 negres peó · h7 negres peó · d5 negres peó · e5 blanques peó · e4 negres cavall · h4 negres dama · c3 blanques cavall · d3 blanques peó · a2 blanques peó · b2 blanques peó · c2 blanques peó · g2 blanques peó · h2 blanques peó · a1 blanques torre · c1 blanques alfil · d1 blanques dama · e1 blanques rei · f1 blanques alfil · g1 blanques cavall · h1 blanques torre | a8 negres torre · b8 negres cavall · c8 negres alfil · e8 negres rei · f8 negres alfil · h8 negres torre · a7 negres peó · b7 negres peó · c7 negres peó · f7 negres peó · g7 negres peó · h7 negres peó · d5 negres peó · e5 blanques peó · e4 negres cavall · h4 negres dama · c3 blanques cavall · d3 blanques peó · a2 blanques peó · b2 blanques peó · c2 blanques peó · g2 blanques peó · h2 blanques peó · a1 blanques torre · c1 blanques alfil · d1 blanques dama · e1 blanques rei · f1 blanques alfil · g1 blanques cavall · h1 blanques torre | a8 negres torre · b8 negres cavall · c8 negres alfil · e8 negres rei · f8 negres alfil · h8 negres torre · a7 negres peó · b7 negres peó · c7 negres peó · f7 negres peó · g7 negres peó · h7 negres peó · d5 negres peó · e5 blanques peó · e4 negres cavall · h4 negres dama · c3 blanques cavall · d3 blanques peó · a2 blanques peó · b2 blanques peó · c2 blanques peó · g2 blanques peó · h2 blanques peó · a1 blanques torre · c1 blanques alfil · d1 blanques dama · e1 blanques rei · f1 blanques alfil · g1 blanques cavall · h1 blanques torre | 3 |
| 2 | a8 negres torre · b8 negres cavall · c8 negres alfil · e8 negres rei · f8 negres alfil · h8 negres torre · a7 negres peó · b7 negres peó · c7 negres peó · f7 negres peó · g7 negres peó · h7 negres peó · d5 negres peó · e5 blanques peó · e4 negres cavall · h4 negres dama · c3 blanques cavall · d3 blanques peó · a2 blanques peó · b2 blanques peó · c2 blanques peó · g2 blanques peó · h2 blanques peó · a1 blanques torre · c1 blanques alfil · d1 blanques dama · e1 blanques rei · f1 blanques alfil · g1 blanques cavall · h1 blanques torre | a8 negres torre · b8 negres cavall · c8 negres alfil · e8 negres rei · f8 negres alfil · h8 negres torre · a7 negres peó · b7 negres peó · c7 negres peó · f7 negres peó · g7 negres peó · h7 negres peó · d5 negres peó · e5 blanques peó · e4 negres cavall · h4 negres dama · c3 blanques cavall · d3 blanques peó · a2 blanques peó · b2 blanques peó · c2 blanques peó · g2 blanques peó · h2 blanques peó · a1 blanques torre · c1 blanques alfil · d1 blanques dama · e1 blanques rei · f1 blanques alfil · g1 blanques cavall · h1 blanques torre | a8 negres torre · b8 negres cavall · c8 negres alfil · e8 negres rei · f8 negres alfil · h8 negres torre · a7 negres peó · b7 negres peó · c7 negres peó · f7 negres peó · g7 negres peó · h7 negres peó · d5 negres peó · e5 blanques peó · e4 negres cavall · h4 negres dama · c3 blanques cavall · d3 blanques peó · a2 blanques peó · b2 blanques peó · c2 blanques peó · g2 blanques peó · h2 blanques peó · a1 blanques torre · c1 blanques alfil · d1 blanques dama · e1 blanques rei · f1 blanques alfil · g1 blanques cavall · h1 blanques torre | a8 negres torre · b8 negres cavall · c8 negres alfil · e8 negres rei · f8 negres alfil · h8 negres torre · a7 negres peó · b7 negres peó · c7 negres peó · f7 negres peó · g7 negres peó · h7 negres peó · d5 negres peó · e5 blanques peó · e4 negres cavall · h4 negres dama · c3 blanques cavall · d3 blanques peó · a2 blanques peó · b2 blanques peó · c2 blanques peó · g2 blanques peó · h2 blanques peó · a1 blanques torre · c1 blanques alfil · d1 blanques dama · e1 blanques rei · f1 blanques alfil · g1 blanques cavall · h1 blanques torre | a8 negres torre · b8 negres cavall · c8 negres alfil · e8 negres rei · f8 negres alfil · h8 negres torre · a7 negres peó · b7 negres peó · c7 negres peó · f7 negres peó · g7 negres peó · h7 negres peó · d5 negres peó · e5 blanques peó · e4 negres cavall · h4 negres dama · c3 blanques cavall · d3 blanques peó · a2 blanques peó · b2 blanques peó · c2 blanques peó · g2 blanques peó · h2 blanques peó · a1 blanques torre · c1 blanques alfil · d1 blanques dama · e1 blanques rei · f1 blanques alfil · g1 blanques cavall · h1 blanques torre | a8 negres torre · b8 negres cavall · c8 negres alfil · e8 negres rei · f8 negres alfil · h8 negres torre · a7 negres peó · b7 negres peó · c7 negres peó · f7 negres peó · g7 negres peó · h7 negres peó · d5 negres peó · e5 blanques peó · e4 negres cavall · h4 negres dama · c3 blanques cavall · d3 blanques peó · a2 blanques peó · b2 blanques peó · c2 blanques peó · g2 blanques peó · h2 blanques peó · a1 blanques torre · c1 blanques alfil · d1 blanques dama · e1 blanques rei · f1 blanques alfil · g1 blanques cavall · h1 blanques torre | a8 negres torre · b8 negres cavall · c8 negres alfil · e8 negres rei · f8 negres alfil · h8 negres torre · a7 negres peó · b7 negres peó · c7 negres peó · f7 negres peó · g7 negres peó · h7 negres peó · d5 negres peó · e5 blanques peó · e4 negres cavall · h4 negres dama · c3 blanques cavall · d3 blanques peó · a2 blanques peó · b2 blanques peó · c2 blanques peó · g2 blanques peó · h2 blanques peó · a1 blanques torre · c1 blanques alfil · d1 blanques dama · e1 blanques rei · f1 blanques alfil · g1 blanques cavall · h1 blanques torre | a8 negres torre · b8 negres cavall · c8 negres alfil · e8 negres rei · f8 negres alfil · h8 negres torre · a7 negres peó · b7 negres peó · c7 negres peó · f7 negres peó · g7 negres peó · h7 negres peó · d5 negres peó · e5 blanques peó · e4 negres cavall · h4 negres dama · c3 blanques cavall · d3 blanques peó · a2 blanques peó · b2 blanques peó · c2 blanques peó · g2 blanques peó · h2 blanques peó · a1 blanques torre · c1 blanques alfil · d1 blanques dama · e1 blanques rei · f1 blanques alfil · g1 blanques cavall · h1 blanques torre | 2 |
| 1 | a8 negres torre · b8 negres cavall · c8 negres alfil · e8 negres rei · f8 negres alfil · h8 negres torre · a7 negres peó · b7 negres peó · c7 negres peó · f7 negres peó · g7 negres peó · h7 negres peó · d5 negres peó · e5 blanques peó · e4 negres cavall · h4 negres dama · c3 blanques cavall · d3 blanques peó · a2 blanques peó · b2 blanques peó · c2 blanques peó · g2 blanques peó · h2 blanques peó · a1 blanques torre · c1 blanques alfil · d1 blanques dama · e1 blanques rei · f1 blanques alfil · g1 blanques cavall · h1 blanques torre | a8 negres torre · b8 negres cavall · c8 negres alfil · e8 negres rei · f8 negres alfil · h8 negres torre · a7 negres peó · b7 negres peó · c7 negres peó · f7 negres peó · g7 negres peó · h7 negres peó · d5 negres peó · e5 blanques peó · e4 negres cavall · h4 negres dama · c3 blanques cavall · d3 blanques peó · a2 blanques peó · b2 blanques peó · c2 blanques peó · g2 blanques peó · h2 blanques peó · a1 blanques torre · c1 blanques alfil · d1 blanques dama · e1 blanques rei · f1 blanques alfil · g1 blanques cavall · h1 blanques torre | a8 negres torre · b8 negres cavall · c8 negres alfil · e8 negres rei · f8 negres alfil · h8 negres torre · a7 negres peó · b7 negres peó · c7 negres peó · f7 negres peó · g7 negres peó · h7 negres peó · d5 negres peó · e5 blanques peó · e4 negres cavall · h4 negres dama · c3 blanques cavall · d3 blanques peó · a2 blanques peó · b2 blanques peó · c2 blanques peó · g2 blanques peó · h2 blanques peó · a1 blanques torre · c1 blanques alfil · d1 blanques dama · e1 blanques rei · f1 blanques alfil · g1 blanques cavall · h1 blanques torre | a8 negres torre · b8 negres cavall · c8 negres alfil · e8 negres rei · f8 negres alfil · h8 negres torre · a7 negres peó · b7 negres peó · c7 negres peó · f7 negres peó · g7 negres peó · h7 negres peó · d5 negres peó · e5 blanques peó · e4 negres cavall · h4 negres dama · c3 blanques cavall · d3 blanques peó · a2 blanques peó · b2 blanques peó · c2 blanques peó · g2 blanques peó · h2 blanques peó · a1 blanques torre · c1 blanques alfil · d1 blanques dama · e1 blanques rei · f1 blanques alfil · g1 blanques cavall · h1 blanques torre | a8 negres torre · b8 negres cavall · c8 negres alfil · e8 negres rei · f8 negres alfil · h8 negres torre · a7 negres peó · b7 negres peó · c7 negres peó · f7 negres peó · g7 negres peó · h7 negres peó · d5 negres peó · e5 blanques peó · e4 negres cavall · h4 negres dama · c3 blanques cavall · d3 blanques peó · a2 blanques peó · b2 blanques peó · c2 blanques peó · g2 blanques peó · h2 blanques peó · a1 blanques torre · c1 blanques alfil · d1 blanques dama · e1 blanques rei · f1 blanques alfil · g1 blanques cavall · h1 blanques torre | a8 negres torre · b8 negres cavall · c8 negres alfil · e8 negres rei · f8 negres alfil · h8 negres torre · a7 negres peó · b7 negres peó · c7 negres peó · f7 negres peó · g7 negres peó · h7 negres peó · d5 negres peó · e5 blanques peó · e4 negres cavall · h4 negres dama · c3 blanques cavall · d3 blanques peó · a2 blanques peó · b2 blanques peó · c2 blanques peó · g2 blanques peó · h2 blanques peó · a1 blanques torre · c1 blanques alfil · d1 blanques dama · e1 blanques rei · f1 blanques alfil · g1 blanques cavall · h1 blanques torre | a8 negres torre · b8 negres cavall · c8 negres alfil · e8 negres rei · f8 negres alfil · h8 negres torre · a7 negres peó · b7 negres peó · c7 negres peó · f7 negres peó · g7 negres peó · h7 negres peó · d5 negres peó · e5 blanques peó · e4 negres cavall · h4 negres dama · c3 blanques cavall · d3 blanques peó · a2 blanques peó · b2 blanques peó · c2 blanques peó · g2 blanques peó · h2 blanques peó · a1 blanques torre · c1 blanques alfil · d1 blanques dama · e1 blanques rei · f1 blanques alfil · g1 blanques cavall · h1 blanques torre | a8 negres torre · b8 negres cavall · c8 negres alfil · e8 negres rei · f8 negres alfil · h8 negres torre · a7 negres peó · b7 negres peó · c7 negres peó · f7 negres peó · g7 negres peó · h7 negres peó · d5 negres peó · e5 blanques peó · e4 negres cavall · h4 negres dama · c3 blanques cavall · d3 blanques peó · a2 blanques peó · b2 blanques peó · c2 blanques peó · g2 blanques peó · h2 blanques peó · a1 blanques torre · c1 blanques alfil · d1 blanques dama · e1 blanques rei · f1 blanques alfil · g1 blanques cavall · h1 blanques torre | 1 |
|   | a | b | c | d | e | f | g | h |   |

El Parany de Würzburger és un parany d'obertura d'escacs en l'obertura vienesa, que es va anomenar així al voltant del 1930 en honor del banquer alemany Max Würzburger.
|  |

## El parany
1. e4 e5 2. Cc3 Cf6 3. f4
Les blanques juguen l'obertura vienesa.
3... d5
Considerada com a la millor resposta.
4. fxe5 Cxe4 5. d3
Les blanques també poden seguir línies com 5.Df3 (Steinitz) o 5.Cf3, però tampoc obtenen cap avantatge.
5... Dh4+?
Iniciant el parany. Les negres tenen altres alternatives com 5...Ab4 i 5...Cxc3.
6. g3 Cxg3 7. Cf3 Dh5 8. Cxd5 Ag4
8...Cxh1? 9.Cxc7+ Rd8 10.Cxa8 porta que les blanques tinguin avantatge.
9. Cf4
Les negres poden tenir una millor posició amb 9.Ag2 Cxh1 (9...Axf3 10.Dxf3 Dxe5+ 11.Rd1 Cxh1 12.Af4 Dxb2 13.De4+ +− Hamann–Schvenkrantz, Alemanya 1965; 10...Dxf3 11.Axf3 Cxa1 12.Cxc7+ Rd7 13.Cxa8 Ac5 14.Axa1 Cc6 15.Af4± Arhangel'skij–Popov, USSR 1958; Larsen) 10.Cxc7+ Rd7 (10...Rd8 11.Cxa8 Cc6 12.d4 Axf3 13.Dxf3 Dxf3 14.Axf3 Cxd4 15.Ag5+ Ae7 16.Td1+−; Larsen) 11.Cxa8 Cc6.
9... Axf3 10. Cxh5 Axd1 11. hxg3 Axc2?
Les negres intenten guanyar un peó, però per contra perden una peça.
12. b3 (vegeu diagrama)
L'alfil de les negres de c2 està atrapat; Les blanques poden moure el rei a d2 en la següent jugada i atacar-lo.
|   | a | b | c | d | e | f | g | h |   |
| 8 | a8 negres torre · b8 negres cavall · e8 negres rei · f8 negres alfil · h8 negres torre · a7 negres peó · b7 negres peó · c7 negres peó · f7 negres peó · g7 negres peó · h7 negres peó · e5 blanques peó · h5 blanques cavall · b3 blanques peó · d3 blanques peó · g3 blanques peó · a2 blanques peó · c2 negres alfil · a1 blanques torre · c1 blanques alfil · e1 blanques rei · f1 blanques alfil · h1 blanques torre | a8 negres torre · b8 negres cavall · e8 negres rei · f8 negres alfil · h8 negres torre · a7 negres peó · b7 negres peó · c7 negres peó · f7 negres peó · g7 negres peó · h7 negres peó · e5 blanques peó · h5 blanques cavall · b3 blanques peó · d3 blanques peó · g3 blanques peó · a2 blanques peó · c2 negres alfil · a1 blanques torre · c1 blanques alfil · e1 blanques rei · f1 blanques alfil · h1 blanques torre | a8 negres torre · b8 negres cavall · e8 negres rei · f8 negres alfil · h8 negres torre · a7 negres peó · b7 negres peó · c7 negres peó · f7 negres peó · g7 negres peó · h7 negres peó · e5 blanques peó · h5 blanques cavall · b3 blanques peó · d3 blanques peó · g3 blanques peó · a2 blanques peó · c2 negres alfil · a1 blanques torre · c1 blanques alfil · e1 blanques rei · f1 blanques alfil · h1 blanques torre | a8 negres torre · b8 negres cavall · e8 negres rei · f8 negres alfil · h8 negres torre · a7 negres peó · b7 negres peó · c7 negres peó · f7 negres peó · g7 negres peó · h7 negres peó · e5 blanques peó · h5 blanques cavall · b3 blanques peó · d3 blanques peó · g3 blanques peó · a2 blanques peó · c2 negres alfil · a1 blanques torre · c1 blanques alfil · e1 blanques rei · f1 blanques alfil · h1 blanques torre | a8 negres torre · b8 negres cavall · e8 negres rei · f8 negres alfil · h8 negres torre · a7 negres peó · b7 negres peó · c7 negres peó · f7 negres peó · g7 negres peó · h7 negres peó · e5 blanques peó · h5 blanques cavall · b3 blanques peó · d3 blanques peó · g3 blanques peó · a2 blanques peó · c2 negres alfil · a1 blanques torre · c1 blanques alfil · e1 blanques rei · f1 blanques alfil · h1 blanques torre | a8 negres torre · b8 negres cavall · e8 negres rei · f8 negres alfil · h8 negres torre · a7 negres peó · b7 negres peó · c7 negres peó · f7 negres peó · g7 negres peó · h7 negres peó · e5 blanques peó · h5 blanques cavall · b3 blanques peó · d3 blanques peó · g3 blanques peó · a2 blanques peó · c2 negres alfil · a1 blanques torre · c1 blanques alfil · e1 blanques rei · f1 blanques alfil · h1 blanques torre | a8 negres torre · b8 negres cavall · e8 negres rei · f8 negres alfil · h8 negres torre · a7 negres peó · b7 negres peó · c7 negres peó · f7 negres peó · g7 negres peó · h7 negres peó · e5 blanques peó · h5 blanques cavall · b3 blanques peó · d3 blanques peó · g3 blanques peó · a2 blanques peó · c2 negres alfil · a1 blanques torre · c1 blanques alfil · e1 blanques rei · f1 blanques alfil · h1 blanques torre | a8 negres torre · b8 negres cavall · e8 negres rei · f8 negres alfil · h8 negres torre · a7 negres peó · b7 negres peó · c7 negres peó · f7 negres peó · g7 negres peó · h7 negres peó · e5 blanques peó · h5 blanques cavall · b3 blanques peó · d3 blanques peó · g3 blanques peó · a2 blanques peó · c2 negres alfil · a1 blanques torre · c1 blanques alfil · e1 blanques rei · f1 blanques alfil · h1 blanques torre | 8 |
| 7 | a8 negres torre · b8 negres cavall · e8 negres rei · f8 negres alfil · h8 negres torre · a7 negres peó · b7 negres peó · c7 negres peó · f7 negres peó · g7 negres peó · h7 negres peó · e5 blanques peó · h5 blanques cavall · b3 blanques peó · d3 blanques peó · g3 blanques peó · a2 blanques peó · c2 negres alfil · a1 blanques torre · c1 blanques alfil · e1 blanques rei · f1 blanques alfil · h1 blanques torre | a8 negres torre · b8 negres cavall · e8 negres rei · f8 negres alfil · h8 negres torre · a7 negres peó · b7 negres peó · c7 negres peó · f7 negres peó · g7 negres peó · h7 negres peó · e5 blanques peó · h5 blanques cavall · b3 blanques peó · d3 blanques peó · g3 blanques peó · a2 blanques peó · c2 negres alfil · a1 blanques torre · c1 blanques alfil · e1 blanques rei · f1 blanques alfil · h1 blanques torre | a8 negres torre · b8 negres cavall · e8 negres rei · f8 negres alfil · h8 negres torre · a7 negres peó · b7 negres peó · c7 negres peó · f7 negres peó · g7 negres peó · h7 negres peó · e5 blanques peó · h5 blanques cavall · b3 blanques peó · d3 blanques peó · g3 blanques peó · a2 blanques peó · c2 negres alfil · a1 blanques torre · c1 blanques alfil · e1 blanques rei · f1 blanques alfil · h1 blanques torre | a8 negres torre · b8 negres cavall · e8 negres rei · f8 negres alfil · h8 negres torre · a7 negres peó · b7 negres peó · c7 negres peó · f7 negres peó · g7 negres peó · h7 negres peó · e5 blanques peó · h5 blanques cavall · b3 blanques peó · d3 blanques peó · g3 blanques peó · a2 blanques peó · c2 negres alfil · a1 blanques torre · c1 blanques alfil · e1 blanques rei · f1 blanques alfil · h1 blanques torre | a8 negres torre · b8 negres cavall · e8 negres rei · f8 negres alfil · h8 negres torre · a7 negres peó · b7 negres peó · c7 negres peó · f7 negres peó · g7 negres peó · h7 negres peó · e5 blanques peó · h5 blanques cavall · b3 blanques peó · d3 blanques peó · g3 blanques peó · a2 blanques peó · c2 negres alfil · a1 blanques torre · c1 blanques alfil · e1 blanques rei · f1 blanques alfil · h1 blanques torre | a8 negres torre · b8 negres cavall · e8 negres rei · f8 negres alfil · h8 negres torre · a7 negres peó · b7 negres peó · c7 negres peó · f7 negres peó · g7 negres peó · h7 negres peó · e5 blanques peó · h5 blanques cavall · b3 blanques peó · d3 blanques peó · g3 blanques peó · a2 blanques peó · c2 negres alfil · a1 blanques torre · c1 blanques alfil · e1 blanques rei · f1 blanques alfil · h1 blanques torre | a8 negres torre · b8 negres cavall · e8 negres rei · f8 negres alfil · h8 negres torre · a7 negres peó · b7 negres peó · c7 negres peó · f7 negres peó · g7 negres peó · h7 negres peó · e5 blanques peó · h5 blanques cavall · b3 blanques peó · d3 blanques peó · g3 blanques peó · a2 blanques peó · c2 negres alfil · a1 blanques torre · c1 blanques alfil · e1 blanques rei · f1 blanques alfil · h1 blanques torre | a8 negres torre · b8 negres cavall · e8 negres rei · f8 negres alfil · h8 negres torre · a7 negres peó · b7 negres peó · c7 negres peó · f7 negres peó · g7 negres peó · h7 negres peó · e5 blanques peó · h5 blanques cavall · b3 blanques peó · d3 blanques peó · g3 blanques peó · a2 blanques peó · c2 negres alfil · a1 blanques torre · c1 blanques alfil · e1 blanques rei · f1 blanques alfil · h1 blanques torre | 7 |
| 6 | a8 negres torre · b8 negres cavall · e8 negres rei · f8 negres alfil · h8 negres torre · a7 negres peó · b7 negres peó · c7 negres peó · f7 negres peó · g7 negres peó · h7 negres peó · e5 blanques peó · h5 blanques cavall · b3 blanques peó · d3 blanques peó · g3 blanques peó · a2 blanques peó · c2 negres alfil · a1 blanques torre · c1 blanques alfil · e1 blanques rei · f1 blanques alfil · h1 blanques torre | a8 negres torre · b8 negres cavall · e8 negres rei · f8 negres alfil · h8 negres torre · a7 negres peó · b7 negres peó · c7 negres peó · f7 negres peó · g7 negres peó · h7 negres peó · e5 blanques peó · h5 blanques cavall · b3 blanques peó · d3 blanques peó · g3 blanques peó · a2 blanques peó · c2 negres alfil · a1 blanques torre · c1 blanques alfil · e1 blanques rei · f1 blanques alfil · h1 blanques torre | a8 negres torre · b8 negres cavall · e8 negres rei · f8 negres alfil · h8 negres torre · a7 negres peó · b7 negres peó · c7 negres peó · f7 negres peó · g7 negres peó · h7 negres peó · e5 blanques peó · h5 blanques cavall · b3 blanques peó · d3 blanques peó · g3 blanques peó · a2 blanques peó · c2 negres alfil · a1 blanques torre · c1 blanques alfil · e1 blanques rei · f1 blanques alfil · h1 blanques torre | a8 negres torre · b8 negres cavall · e8 negres rei · f8 negres alfil · h8 negres torre · a7 negres peó · b7 negres peó · c7 negres peó · f7 negres peó · g7 negres peó · h7 negres peó · e5 blanques peó · h5 blanques cavall · b3 blanques peó · d3 blanques peó · g3 blanques peó · a2 blanques peó · c2 negres alfil · a1 blanques torre · c1 blanques alfil · e1 blanques rei · f1 blanques alfil · h1 blanques torre | a8 negres torre · b8 negres cavall · e8 negres rei · f8 negres alfil · h8 negres torre · a7 negres peó · b7 negres peó · c7 negres peó · f7 negres peó · g7 negres peó · h7 negres peó · e5 blanques peó · h5 blanques cavall · b3 blanques peó · d3 blanques peó · g3 blanques peó · a2 blanques peó · c2 negres alfil · a1 blanques torre · c1 blanques alfil · e1 blanques rei · f1 blanques alfil · h1 blanques torre | a8 negres torre · b8 negres cavall · e8 negres rei · f8 negres alfil · h8 negres torre · a7 negres peó · b7 negres peó · c7 negres peó · f7 negres peó · g7 negres peó · h7 negres peó · e5 blanques peó · h5 blanques cavall · b3 blanques peó · d3 blanques peó · g3 blanques peó · a2 blanques peó · c2 negres alfil · a1 blanques torre · c1 blanques alfil · e1 blanques rei · f1 blanques alfil · h1 blanques torre | a8 negres torre · b8 negres cavall · e8 negres rei · f8 negres alfil · h8 negres torre · a7 negres peó · b7 negres peó · c7 negres peó · f7 negres peó · g7 negres peó · h7 negres peó · e5 blanques peó · h5 blanques cavall · b3 blanques peó · d3 blanques peó · g3 blanques peó · a2 blanques peó · c2 negres alfil · a1 blanques torre · c1 blanques alfil · e1 blanques rei · f1 blanques alfil · h1 blanques torre | a8 negres torre · b8 negres cavall · e8 negres rei · f8 negres alfil · h8 negres torre · a7 negres peó · b7 negres peó · c7 negres peó · f7 negres peó · g7 negres peó · h7 negres peó · e5 blanques peó · h5 blanques cavall · b3 blanques peó · d3 blanques peó · g3 blanques peó · a2 blanques peó · c2 negres alfil · a1 blanques torre · c1 blanques alfil · e1 blanques rei · f1 blanques alfil · h1 blanques torre | 6 |
| 5 | a8 negres torre · b8 negres cavall · e8 negres rei · f8 negres alfil · h8 negres torre · a7 negres peó · b7 negres peó · c7 negres peó · f7 negres peó · g7 negres peó · h7 negres peó · e5 blanques peó · h5 blanques cavall · b3 blanques peó · d3 blanques peó · g3 blanques peó · a2 blanques peó · c2 negres alfil · a1 blanques torre · c1 blanques alfil · e1 blanques rei · f1 blanques alfil · h1 blanques torre | a8 negres torre · b8 negres cavall · e8 negres rei · f8 negres alfil · h8 negres torre · a7 negres peó · b7 negres peó · c7 negres peó · f7 negres peó · g7 negres peó · h7 negres peó · e5 blanques peó · h5 blanques cavall · b3 blanques peó · d3 blanques peó · g3 blanques peó · a2 blanques peó · c2 negres alfil · a1 blanques torre · c1 blanques alfil · e1 blanques rei · f1 blanques alfil · h1 blanques torre | a8 negres torre · b8 negres cavall · e8 negres rei · f8 negres alfil · h8 negres torre · a7 negres peó · b7 negres peó · c7 negres peó · f7 negres peó · g7 negres peó · h7 negres peó · e5 blanques peó · h5 blanques cavall · b3 blanques peó · d3 blanques peó · g3 blanques peó · a2 blanques peó · c2 negres alfil · a1 blanques torre · c1 blanques alfil · e1 blanques rei · f1 blanques alfil · h1 blanques torre | a8 negres torre · b8 negres cavall · e8 negres rei · f8 negres alfil · h8 negres torre · a7 negres peó · b7 negres peó · c7 negres peó · f7 negres peó · g7 negres peó · h7 negres peó · e5 blanques peó · h5 blanques cavall · b3 blanques peó · d3 blanques peó · g3 blanques peó · a2 blanques peó · c2 negres alfil · a1 blanques torre · c1 blanques alfil · e1 blanques rei · f1 blanques alfil · h1 blanques torre | a8 negres torre · b8 negres cavall · e8 negres rei · f8 negres alfil · h8 negres torre · a7 negres peó · b7 negres peó · c7 negres peó · f7 negres peó · g7 negres peó · h7 negres peó · e5 blanques peó · h5 blanques cavall · b3 blanques peó · d3 blanques peó · g3 blanques peó · a2 blanques peó · c2 negres alfil · a1 blanques torre · c1 blanques alfil · e1 blanques rei · f1 blanques alfil · h1 blanques torre | a8 negres torre · b8 negres cavall · e8 negres rei · f8 negres alfil · h8 negres torre · a7 negres peó · b7 negres peó · c7 negres peó · f7 negres peó · g7 negres peó · h7 negres peó · e5 blanques peó · h5 blanques cavall · b3 blanques peó · d3 blanques peó · g3 blanques peó · a2 blanques peó · c2 negres alfil · a1 blanques torre · c1 blanques alfil · e1 blanques rei · f1 blanques alfil · h1 blanques torre | a8 negres torre · b8 negres cavall · e8 negres rei · f8 negres alfil · h8 negres torre · a7 negres peó · b7 negres peó · c7 negres peó · f7 negres peó · g7 negres peó · h7 negres peó · e5 blanques peó · h5 blanques cavall · b3 blanques peó · d3 blanques peó · g3 blanques peó · a2 blanques peó · c2 negres alfil · a1 blanques torre · c1 blanques alfil · e1 blanques rei · f1 blanques alfil · h1 blanques torre | a8 negres torre · b8 negres cavall · e8 negres rei · f8 negres alfil · h8 negres torre · a7 negres peó · b7 negres peó · c7 negres peó · f7 negres peó · g7 negres peó · h7 negres peó · e5 blanques peó · h5 blanques cavall · b3 blanques peó · d3 blanques peó · g3 blanques peó · a2 blanques peó · c2 negres alfil · a1 blanques torre · c1 blanques alfil · e1 blanques rei · f1 blanques alfil · h1 blanques torre | 5 |
| 4 | a8 negres torre · b8 negres cavall · e8 negres rei · f8 negres alfil · h8 negres torre · a7 negres peó · b7 negres peó · c7 negres peó · f7 negres peó · g7 negres peó · h7 negres peó · e5 blanques peó · h5 blanques cavall · b3 blanques peó · d3 blanques peó · g3 blanques peó · a2 blanques peó · c2 negres alfil · a1 blanques torre · c1 blanques alfil · e1 blanques rei · f1 blanques alfil · h1 blanques torre | a8 negres torre · b8 negres cavall · e8 negres rei · f8 negres alfil · h8 negres torre · a7 negres peó · b7 negres peó · c7 negres peó · f7 negres peó · g7 negres peó · h7 negres peó · e5 blanques peó · h5 blanques cavall · b3 blanques peó · d3 blanques peó · g3 blanques peó · a2 blanques peó · c2 negres alfil · a1 blanques torre · c1 blanques alfil · e1 blanques rei · f1 blanques alfil · h1 blanques torre | a8 negres torre · b8 negres cavall · e8 negres rei · f8 negres alfil · h8 negres torre · a7 negres peó · b7 negres peó · c7 negres peó · f7 negres peó · g7 negres peó · h7 negres peó · e5 blanques peó · h5 blanques cavall · b3 blanques peó · d3 blanques peó · g3 blanques peó · a2 blanques peó · c2 negres alfil · a1 blanques torre · c1 blanques alfil · e1 blanques rei · f1 blanques alfil · h1 blanques torre | a8 negres torre · b8 negres cavall · e8 negres rei · f8 negres alfil · h8 negres torre · a7 negres peó · b7 negres peó · c7 negres peó · f7 negres peó · g7 negres peó · h7 negres peó · e5 blanques peó · h5 blanques cavall · b3 blanques peó · d3 blanques peó · g3 blanques peó · a2 blanques peó · c2 negres alfil · a1 blanques torre · c1 blanques alfil · e1 blanques rei · f1 blanques alfil · h1 blanques torre | a8 negres torre · b8 negres cavall · e8 negres rei · f8 negres alfil · h8 negres torre · a7 negres peó · b7 negres peó · c7 negres peó · f7 negres peó · g7 negres peó · h7 negres peó · e5 blanques peó · h5 blanques cavall · b3 blanques peó · d3 blanques peó · g3 blanques peó · a2 blanques peó · c2 negres alfil · a1 blanques torre · c1 blanques alfil · e1 blanques rei · f1 blanques alfil · h1 blanques torre | a8 negres torre · b8 negres cavall · e8 negres rei · f8 negres alfil · h8 negres torre · a7 negres peó · b7 negres peó · c7 negres peó · f7 negres peó · g7 negres peó · h7 negres peó · e5 blanques peó · h5 blanques cavall · b3 blanques peó · d3 blanques peó · g3 blanques peó · a2 blanques peó · c2 negres alfil · a1 blanques torre · c1 blanques alfil · e1 blanques rei · f1 blanques alfil · h1 blanques torre | a8 negres torre · b8 negres cavall · e8 negres rei · f8 negres alfil · h8 negres torre · a7 negres peó · b7 negres peó · c7 negres peó · f7 negres peó · g7 negres peó · h7 negres peó · e5 blanques peó · h5 blanques cavall · b3 blanques peó · d3 blanques peó · g3 blanques peó · a2 blanques peó · c2 negres alfil · a1 blanques torre · c1 blanques alfil · e1 blanques rei · f1 blanques alfil · h1 blanques torre | a8 negres torre · b8 negres cavall · e8 negres rei · f8 negres alfil · h8 negres torre · a7 negres peó · b7 negres peó · c7 negres peó · f7 negres peó · g7 negres peó · h7 negres peó · e5 blanques peó · h5 blanques cavall · b3 blanques peó · d3 blanques peó · g3 blanques peó · a2 blanques peó · c2 negres alfil · a1 blanques torre · c1 blanques alfil · e1 blanques rei · f1 blanques alfil · h1 blanques torre | 4 |
| 3 | a8 negres torre · b8 negres cavall · e8 negres rei · f8 negres alfil · h8 negres torre · a7 negres peó · b7 negres peó · c7 negres peó · f7 negres peó · g7 negres peó · h7 negres peó · e5 blanques peó · h5 blanques cavall · b3 blanques peó · d3 blanques peó · g3 blanques peó · a2 blanques peó · c2 negres alfil · a1 blanques torre · c1 blanques alfil · e1 blanques rei · f1 blanques alfil · h1 blanques torre | a8 negres torre · b8 negres cavall · e8 negres rei · f8 negres alfil · h8 negres torre · a7 negres peó · b7 negres peó · c7 negres peó · f7 negres peó · g7 negres peó · h7 negres peó · e5 blanques peó · h5 blanques cavall · b3 blanques peó · d3 blanques peó · g3 blanques peó · a2 blanques peó · c2 negres alfil · a1 blanques torre · c1 blanques alfil · e1 blanques rei · f1 blanques alfil · h1 blanques torre | a8 negres torre · b8 negres cavall · e8 negres rei · f8 negres alfil · h8 negres torre · a7 negres peó · b7 negres peó · c7 negres peó · f7 negres peó · g7 negres peó · h7 negres peó · e5 blanques peó · h5 blanques cavall · b3 blanques peó · d3 blanques peó · g3 blanques peó · a2 blanques peó · c2 negres alfil · a1 blanques torre · c1 blanques alfil · e1 blanques rei · f1 blanques alfil · h1 blanques torre | a8 negres torre · b8 negres cavall · e8 negres rei · f8 negres alfil · h8 negres torre · a7 negres peó · b7 negres peó · c7 negres peó · f7 negres peó · g7 negres peó · h7 negres peó · e5 blanques peó · h5 blanques cavall · b3 blanques peó · d3 blanques peó · g3 blanques peó · a2 blanques peó · c2 negres alfil · a1 blanques torre · c1 blanques alfil · e1 blanques rei · f1 blanques alfil · h1 blanques torre | a8 negres torre · b8 negres cavall · e8 negres rei · f8 negres alfil · h8 negres torre · a7 negres peó · b7 negres peó · c7 negres peó · f7 negres peó · g7 negres peó · h7 negres peó · e5 blanques peó · h5 blanques cavall · b3 blanques peó · d3 blanques peó · g3 blanques peó · a2 blanques peó · c2 negres alfil · a1 blanques torre · c1 blanques alfil · e1 blanques rei · f1 blanques alfil · h1 blanques torre | a8 negres torre · b8 negres cavall · e8 negres rei · f8 negres alfil · h8 negres torre · a7 negres peó · b7 negres peó · c7 negres peó · f7 negres peó · g7 negres peó · h7 negres peó · e5 blanques peó · h5 blanques cavall · b3 blanques peó · d3 blanques peó · g3 blanques peó · a2 blanques peó · c2 negres alfil · a1 blanques torre · c1 blanques alfil · e1 blanques rei · f1 blanques alfil · h1 blanques torre | a8 negres torre · b8 negres cavall · e8 negres rei · f8 negres alfil · h8 negres torre · a7 negres peó · b7 negres peó · c7 negres peó · f7 negres peó · g7 negres peó · h7 negres peó · e5 blanques peó · h5 blanques cavall · b3 blanques peó · d3 blanques peó · g3 blanques peó · a2 blanques peó · c2 negres alfil · a1 blanques torre · c1 blanques alfil · e1 blanques rei · f1 blanques alfil · h1 blanques torre | a8 negres torre · b8 negres cavall · e8 negres rei · f8 negres alfil · h8 negres torre · a7 negres peó · b7 negres peó · c7 negres peó · f7 negres peó · g7 negres peó · h7 negres peó · e5 blanques peó · h5 blanques cavall · b3 blanques peó · d3 blanques peó · g3 blanques peó · a2 blanques peó · c2 negres alfil · a1 blanques torre · c1 blanques alfil · e1 blanques rei · f1 blanques alfil · h1 blanques torre | 3 |
| 2 | a8 negres torre · b8 negres cavall · e8 negres rei · f8 negres alfil · h8 negres torre · a7 negres peó · b7 negres peó · c7 negres peó · f7 negres peó · g7 negres peó · h7 negres peó · e5 blanques peó · h5 blanques cavall · b3 blanques peó · d3 blanques peó · g3 blanques peó · a2 blanques peó · c2 negres alfil · a1 blanques torre · c1 blanques alfil · e1 blanques rei · f1 blanques alfil · h1 blanques torre | a8 negres torre · b8 negres cavall · e8 negres rei · f8 negres alfil · h8 negres torre · a7 negres peó · b7 negres peó · c7 negres peó · f7 negres peó · g7 negres peó · h7 negres peó · e5 blanques peó · h5 blanques cavall · b3 blanques peó · d3 blanques peó · g3 blanques peó · a2 blanques peó · c2 negres alfil · a1 blanques torre · c1 blanques alfil · e1 blanques rei · f1 blanques alfil · h1 blanques torre | a8 negres torre · b8 negres cavall · e8 negres rei · f8 negres alfil · h8 negres torre · a7 negres peó · b7 negres peó · c7 negres peó · f7 negres peó · g7 negres peó · h7 negres peó · e5 blanques peó · h5 blanques cavall · b3 blanques peó · d3 blanques peó · g3 blanques peó · a2 blanques peó · c2 negres alfil · a1 blanques torre · c1 blanques alfil · e1 blanques rei · f1 blanques alfil · h1 blanques torre | a8 negres torre · b8 negres cavall · e8 negres rei · f8 negres alfil · h8 negres torre · a7 negres peó · b7 negres peó · c7 negres peó · f7 negres peó · g7 negres peó · h7 negres peó · e5 blanques peó · h5 blanques cavall · b3 blanques peó · d3 blanques peó · g3 blanques peó · a2 blanques peó · c2 negres alfil · a1 blanques torre · c1 blanques alfil · e1 blanques rei · f1 blanques alfil · h1 blanques torre | a8 negres torre · b8 negres cavall · e8 negres rei · f8 negres alfil · h8 negres torre · a7 negres peó · b7 negres peó · c7 negres peó · f7 negres peó · g7 negres peó · h7 negres peó · e5 blanques peó · h5 blanques cavall · b3 blanques peó · d3 blanques peó · g3 blanques peó · a2 blanques peó · c2 negres alfil · a1 blanques torre · c1 blanques alfil · e1 blanques rei · f1 blanques alfil · h1 blanques torre | a8 negres torre · b8 negres cavall · e8 negres rei · f8 negres alfil · h8 negres torre · a7 negres peó · b7 negres peó · c7 negres peó · f7 negres peó · g7 negres peó · h7 negres peó · e5 blanques peó · h5 blanques cavall · b3 blanques peó · d3 blanques peó · g3 blanques peó · a2 blanques peó · c2 negres alfil · a1 blanques torre · c1 blanques alfil · e1 blanques rei · f1 blanques alfil · h1 blanques torre | a8 negres torre · b8 negres cavall · e8 negres rei · f8 negres alfil · h8 negres torre · a7 negres peó · b7 negres peó · c7 negres peó · f7 negres peó · g7 negres peó · h7 negres peó · e5 blanques peó · h5 blanques cavall · b3 blanques peó · d3 blanques peó · g3 blanques peó · a2 blanques peó · c2 negres alfil · a1 blanques torre · c1 blanques alfil · e1 blanques rei · f1 blanques alfil · h1 blanques torre | a8 negres torre · b8 negres cavall · e8 negres rei · f8 negres alfil · h8 negres torre · a7 negres peó · b7 negres peó · c7 negres peó · f7 negres peó · g7 negres peó · h7 negres peó · e5 blanques peó · h5 blanques cavall · b3 blanques peó · d3 blanques peó · g3 blanques peó · a2 blanques peó · c2 negres alfil · a1 blanques torre · c1 blanques alfil · e1 blanques rei · f1 blanques alfil · h1 blanques torre | 2 |
| 1 | a8 negres torre · b8 negres cavall · e8 negres rei · f8 negres alfil · h8 negres torre · a7 negres peó · b7 negres peó · c7 negres peó · f7 negres peó · g7 negres peó · h7 negres peó · e5 blanques peó · h5 blanques cavall · b3 blanques peó · d3 blanques peó · g3 blanques peó · a2 blanques peó · c2 negres alfil · a1 blanques torre · c1 blanques alfil · e1 blanques rei · f1 blanques alfil · h1 blanques torre | a8 negres torre · b8 negres cavall · e8 negres rei · f8 negres alfil · h8 negres torre · a7 negres peó · b7 negres peó · c7 negres peó · f7 negres peó · g7 negres peó · h7 negres peó · e5 blanques peó · h5 blanques cavall · b3 blanques peó · d3 blanques peó · g3 blanques peó · a2 blanques peó · c2 negres alfil · a1 blanques torre · c1 blanques alfil · e1 blanques rei · f1 blanques alfil · h1 blanques torre | a8 negres torre · b8 negres cavall · e8 negres rei · f8 negres alfil · h8 negres torre · a7 negres peó · b7 negres peó · c7 negres peó · f7 negres peó · g7 negres peó · h7 negres peó · e5 blanques peó · h5 blanques cavall · b3 blanques peó · d3 blanques peó · g3 blanques peó · a2 blanques peó · c2 negres alfil · a1 blanques torre · c1 blanques alfil · e1 blanques rei · f1 blanques alfil · h1 blanques torre | a8 negres torre · b8 negres cavall · e8 negres rei · f8 negres alfil · h8 negres torre · a7 negres peó · b7 negres peó · c7 negres peó · f7 negres peó · g7 negres peó · h7 negres peó · e5 blanques peó · h5 blanques cavall · b3 blanques peó · d3 blanques peó · g3 blanques peó · a2 blanques peó · c2 negres alfil · a1 blanques torre · c1 blanques alfil · e1 blanques rei · f1 blanques alfil · h1 blanques torre | a8 negres torre · b8 negres cavall · e8 negres rei · f8 negres alfil · h8 negres torre · a7 negres peó · b7 negres peó · c7 negres peó · f7 negres peó · g7 negres peó · h7 negres peó · e5 blanques peó · h5 blanques cavall · b3 blanques peó · d3 blanques peó · g3 blanques peó · a2 blanques peó · c2 negres alfil · a1 blanques torre · c1 blanques alfil · e1 blanques rei · f1 blanques alfil · h1 blanques torre | a8 negres torre · b8 negres cavall · e8 negres rei · f8 negres alfil · h8 negres torre · a7 negres peó · b7 negres peó · c7 negres peó · f7 negres peó · g7 negres peó · h7 negres peó · e5 blanques peó · h5 blanques cavall · b3 blanques peó · d3 blanques peó · g3 blanques peó · a2 blanques peó · c2 negres alfil · a1 blanques torre · c1 blanques alfil · e1 blanques rei · f1 blanques alfil · h1 blanques torre | a8 negres torre · b8 negres cavall · e8 negres rei · f8 negres alfil · h8 negres torre · a7 negres peó · b7 negres peó · c7 negres peó · f7 negres peó · g7 negres peó · h7 negres peó · e5 blanques peó · h5 blanques cavall · b3 blanques peó · d3 blanques peó · g3 blanques peó · a2 blanques peó · c2 negres alfil · a1 blanques torre · c1 blanques alfil · e1 blanques rei · f1 blanques alfil · h1 blanques torre | a8 negres torre · b8 negres cavall · e8 negres rei · f8 negres alfil · h8 negres torre · a7 negres peó · b7 negres peó · c7 negres peó · f7 negres peó · g7 negres peó · h7 negres peó · e5 blanques peó · h5 blanques cavall · b3 blanques peó · d3 blanques peó · g3 blanques peó · a2 blanques peó · c2 negres alfil · a1 blanques torre · c1 blanques alfil · e1 blanques rei · f1 blanques alfil · h1 blanques torre | 1 |
|   | a | b | c | d | e | f | g | h |   |